# Isaak Komnenos (Zypern)

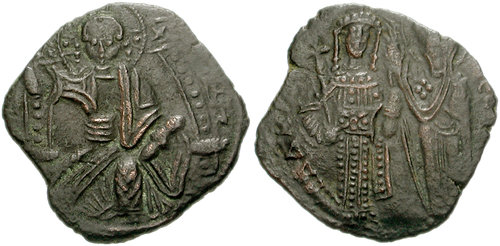
Bronzetetarteron des Isaak Komnenos

Isaak Komnenos, griechisch Ἰσαάκιος Κομνηνός (* zwischen 1155 und 1166; † 1194 oder 1195 in Margat), war seit 1185 letzter Herrscher Zyperns vor der Eroberung der Insel durch Richard Löwenherz im Verlauf des Dritten Kreuzzuges im Jahr 1191.

## Leben
Er führte nach seiner Mutter den Namen Komnenos. Er war ein Großneffe des byzantinischen Kaisers Manuel I. (1143–1180) und ein Enkel des Sebastokrators Isaak. Der vollständige Name seiner Mutter ist nicht überliefert. Keine der byzantinischen Quellen macht genaue Angaben zu seinem Vater, Niketas Choniates berichtet lediglich von einer „angesehenen Familie“. Wertner vermutet, Isaak sei ein Sohn der Prinzessin Maria Komnena und ihres Gatten, des Königs Stephan IV. von Ungarn (1162–1164) gewesen; hierin sind ihm andere Forscher kaum gefolgt. R. Stiernon hält ihn für einen illegitimen Sohn Kaiser Manuels. Am wahrscheinlichsten ist die These Collenbergs, er gehöre väterlicherseits einem jüngeren Zweig der Dukai an.

### Statthalter von Isaurien und Tarsos
Kaiser Manuel machte Isaak zwischen 1174 und 1175 bereits in jungen Jahren zum Statthalter von Isaurien und der Stadt Tarsos in Kilikien, der heutigen Osttürkei. Hier heiratete er, vermutlich 1178, Irene, eine rubenidische Prinzessin, Tochter von Thoros II. von Kleinarmenien (1120–1169) und Isabella von Courtenay-Edessa, mit der er zwei Kinder hatte. Nachdem sich die byzantinisch-armenischen Beziehungen verschlechtert hatten und Rubenos III. von Kleinarmenien ein Bündnis mit dem Sultan von Ikonion eingegangen war, begann Isaak einen Krieg gegen Kleinarmenien, bei dem er in Gefangenschaft geriet.

### Gefangenschaft
Armenische Quellen berichten, dass er einen Feldzug gegen den Sultan von Ikonion unternommen habe. Nach dem Tod Kaiser Manuels (1180) während der Herrschaft seines minderjährigen Sohnes Alexios II. scheint sich niemand mehr um Isaaks Schicksal gekümmert zu haben, und er blieb lange Zeit in armenischer Gefangenschaft. Die armenischen Lösegeldforderungen schienen zudem relativ hoch gewesen zu sein, schließlich bildeten diese ein wichtiges Einkommen für die kleinarmenischen „Herren der Berge“.
1182 wurde der kleinarmenische Herrscher Rubenos III. von Bohemund III. von Antiochia gefangen genommen. Als Lösegeld sollte er 30.000 Solidi zahlen und einige kilikische Küstenstädte übergeben. An Stelle des immer knappen Geldes bot Rubenos an, den Kreuzfahrerstaaten Isaak und seine Familie zu übergeben. Bohemund willigte ein und setzte nun seinerseits ein Lösegeld von 60.000 Solidi für Isaak fest.
Schließlich konnte seine Tante Theodora ihren langjährigen Geliebten, den neuen Kaiser Andronikos I. Komnenos (1123–1185), überreden, zum Lösegeld für ihren Neffen beizutragen, ebenso wie sein Stiefvater Konstantinos Makrodukas und Andronikos Dukas, ein weiterer Verwandter und Jugendfreund. Nach der Zahlung von 30.000 Solidi kam Isaak 1183 oder Anfang 1184 frei, musste seine Kinder aber als Sicherheit in Antiochia zurücklassen. Der Templerorden (die Phreri, wie Niketas Choniates sie nennt) garantierte für das noch fehlende Lösegeld.
Isaak sammelte das noch fehlende Lösegeld auf der Insel Zypern ein, das damals zum Gouvernement von Kilikien gehörte, und sandte es an die Templer. Es wurde jedoch unterwegs von Piraten geraubt (Collenberg vermutet hier die Hand Bohemunds) und seine Kinder blieben zwei weitere Jahre als Geiseln in Antiochia, wie der Chronist Roger von Hoveden berichtet. Was mit seiner Frau geschah, ist unbekannt, wahrscheinlich war sie zu ihrer Familie in Armenien zurückgekehrt, als Isaak an Bohemund übergeben wurde. Als Schwester von Thoros II. kann sie auf Zypern nicht sehr beliebt gewesen sein, zu sehr hatte die Insel unter dem Überfall gelitten, den Thoros 1157 gemeinsam mit Renaud de Châtillon durchgeführt hatte. Benoit von Peterborough beschuldigt Isaak, seine Frau ermordet zu haben, nennt aber keine Details. Sie wird jedenfalls nach 1185 nicht mehr erwähnt und muss verstorben sein, bevor Isaak in zweiter Ehe eine Schwester Wilhelms III. von Sizilien heiratete.

### Statthalter von Zypern
Die nun folgenden Ereignisse sind unklar. Laut Niketas Choniates, einem eindeutig auf der Seite der Angeloi stehenden Chronisten, habe Isaak eine Söldnertruppe angeworben und sei mit ihnen nach Zypern übergesetzt. Dort habe er Briefe mit kaiserlichem Siegel – beides mutmaßlich von ihm gefälscht – vorgezeigt, welche die örtliche Verwaltung anwiesen, ihn in jeder Hinsicht zu unterstützen, und die Insel wie ein Statthalter regiert.
Konstantinos Makrodukas und Andronikos Dukas hatten in Byzanz für Isaaks Lehnstreue gebürgt. Als er nicht zurückkehrte, ließ Kaiser Andronikos I. Komnenos sie wegen Verrats einsperren, obwohl Konstantin bis dahin sein loyaler Untergebener gewesen war. Andronikos fürchtete angeblich, Isaak könne versuchen, seinen Thron zu erobern, zumal das Wasserorakel des Höflings Stephanos Hagiochristophorites ein „I“ (Jota) als Anfangsbuchstabe des nächstens Kaisers ergeben hatte. Als die Gefangenen aus dem Gefängnis geholt wurden, um sie einem Gericht vorzuführen, begann Stephanos Hagiochristophorites sie zu steinigen und zwang andere ihm zu folgen. Beide Gefangenen wurden vor dem Mangana-Palast gepfählt. Ein weiteres Orakel teilte Andronikos den Regierungsantritt des nächsten Kaisers mit; das Datum lag jedoch zu nahe, um Isaak von Zypern aus die Möglichkeit zu geben, nach Konstantinopel zu kommen.

### Kaiser von Zypern
Als Andronikos 1185 seinen Widersacher Isaak II. Angelos verhaften lassen wollte, erhob sich ein Volksaufstand. Andronikos wurde gestürzt, öffentlich gefoltert und getötet. Isaak II. Angelos wurde neuer Kaiser von Byzanz. Daraufhin setzte Isaak Komnenos einen autokephalen Patriarchen für Zypern ein und ließ sich selbst zum Kaiser krönen.
Die Geschichte mit den gefälschten Briefen, die die Einsetzung Isaaks als Statthalter bewirkten, passt zwar in das Bild, das von der Herrschaft Isaaks später gemacht wurde, erscheint aber im Kontext der bekannten Effizienz der byzantinischen Verwaltung eher unwahrscheinlich. Vermutlich wurde Isaak von Andronikos ganz legal zum Statthalter der Insel ernannt. Nach der Machtergreifung von Isaak II. Angelos war Isaak als Komnene in einer Machtposition gefährlich und ein Fokus für die Anhänger der alten Dynastie. Vermutlich deshalb versuchte ihn Niketas Choniates als Rebell bereits gegen Andronikos statt als loyalen Gefolgsmann darzustellen. Die Pfählung von Makrodukas belegt Machtkämpfe innerhalb der byzantinischen Oberschicht, deren genauer Verlauf aus den Quellen nicht mehr zu rekonstruieren ist, die aber nur bedingt mit der Befreiung Isaaks in Verbindung stehen. Vermutlich versuchte Andronikos, die mächtige Familie der Makrodukai auszuschalten, fand hierbei aber weder am Hofe noch im Volk Unterstützung – offensichtlich war ein öffentlicher Aufruhr geplant, weshalb der Ort der Hinrichtung verlegt wurde. Wahrscheinlich empfand Andronikos seinen Verwandten Isaak als gefährlichen Konkurrenten, weil dieser gute Verbindungen nach Armenien hatte und Zypern zu seiner Zeit sehr reich war.
Isaak Angelos stellte noch 1185 einen Verband von 70 Schiffen auf, um Zypern zurückzuerobern. Die Flotte stand unter dem Kommando von Johannes Kontostephanos und Alexios Komnenos, einem Neffen, den der frühere Kaiser einst beiseitegeschoben hatte. Beide scheinen jedoch ihrer Aufgabe nicht gewachsen gewesen zu sein – Johannes war zwar ein berühmter Feldherr, aber schon ziemlich alt, Alexios war seinerzeit auf Andronikos’ Befehl geblendet worden. Nachdem sie auf Zypern gelandet waren, raubte ihnen Megareites von Brindisi, ein Pirat in Diensten des Königs Wilhelm II. von Sizilien, die Schiffe, so dass es keine Möglichkeit zur Rückkehr gab. Das Unternehmen scheiterte, doch die byzantinischen Soldaten mussten auf Zypern bleiben. Mangelnde Versorgung verschlechterte die ohnehin missliche Lage noch weiter: „Erst viel später kehrten sie heim, sofern sie nicht alle gestorben waren.“
In der Zwischenzeit hatte Isaak viele weitere Europäer (wahrscheinlich Normannen) in seinen Dienst genommen und ließ in Nikosia eigene Münzen schlagen. Nach Niketas begann er nun mit der Plünderung der Insel und verhängte grausamste Strafen für Verbrechen, um sich das Eigentum der Bürger anzueignen. Niketas Choniates berichtet: „Zyprioten von hohem Ansehen, in der Schande vergleichbar mit Hiob, wurden bettelnd in den Straßen gesehen, nackt und hungrig, sofern sie nicht von diesem jähzornigen Tyrannen ins Schwert gestoßen worden waren.“
Neben diesen Schilderungen eines Tyrannen berichtet Niketas Choniates außerdem, dass er seinem alten Lehrer Basileios Pentakenos einen Fuß abhauen ließ, den allgemeinen Schandtaten also noch persönliche Grausamkeiten hinzufügte. Sicher ist, dass Isaak die Abgaben erhöhen musste, um die Verteidigung der Insel sicherzustellen. Vermutlich flossen weitere Gelder nach Armenien und nach Sizilien, um die dortigen Verbündeten bei Laune zu halten. Die Darstellung Niketas’ macht es wahrscheinlich, dass Isaak, dem Vorbild von Andronikos folgend, versuchte, den Einfluss der örtlichen Magnaten zurückzudrängen und sie stärker zur Finanzierung der öffentlichen Ausgaben heranzuziehen. Solche Ansätze stellten sich diesen natürlich als unrechtmäßige Ausplünderung dar.
Isaaks Sohn aus erster Ehe starb zwischen 1187 und 1191, damit war seine Tochter, die „Maid von Zypern“ (Name unbekannt) seine einzige Erbin. Benoit von Peterborough beschuldigt Isaak, seinen Sohn ermordet zu haben. Andere Quellen berichten aber, er habe seine Kinder sehr geliebt.
Isaak wird von Niketas Choniates als jähzornig und gewalttätig beschrieben, „kochend vor Wut wie ein Kessel auf dem Feuer“, aber Niketas, ein Anhänger der Angeloi, war in diesem Fall offenbar nicht unparteiisch.

### Eroberung Zyperns durch die Kreuzfahrer

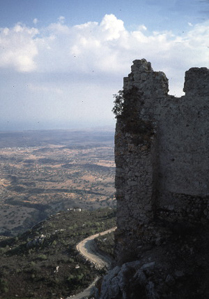
Die Burg von Kantara

1191 eroberte der englische König Richard Löwenherz die Insel während des Dritten Kreuzzuges. Richards Schwester Johanna und seine Braut Berengaria von Navarra waren nach einem Schiffbruch auf der Insel gestrandet und Richard brach von Rhodos aus mit seiner Flotte auf, angeblich um einer möglichen Gefangennahme seiner Angehörigen durch Isaak Komnenos zuvorzukommen.
Am 6. Mai 1191 landete Richards Flotte im Hafen von Lemesos (Limassol). Richard besetzte die Stadt und heiratete dort am 12. Mai 1191 seine Braut Berengaria. Als Isaak Komnenos mit seinen Truppen in Lemesos ankam, sah er ein, dass diese dem Kreuzfahrerheer unterlegen waren. Richard forderte die Abdankung Isaaks, doch dieser wies das Ansinnen der Invasoren zurück. Er beschloss, von seinen Festungen im Pentadaktylos und hier insbesondere von Kantara aus Widerstand zu leisten. Richard setzte Isaaks Truppen mit einem Ritterheer nach und schlug diese bei Tremetusia. Dabei wurde er nicht nur von den wenigen Katholiken der Insel Zypern, sondern vor allem von den vornehmen Familien unterstützt, die in den vergangenen sieben Jahren unter der Herrschaft Isaaks zu leiden gehabt hatten. Nach der Belagerung der Burg von Kantara durch Richard ergab sich Isaak Komnenos dem englischen König. Er wurde in der Nähe des Kap St. Andreas auf der Halbinsel Karpas, dem nordöstlichsten Punkt der Insel, gefangengesetzt. Der Überlieferung nach hatte Richard Isaak versprochen, ihn nicht in Eisen zu legen – stattdessen verwendete er Ketten aus Silber. Isaak wurde den Johannitern übergeben, die ihn in der Burg Margat im Norden der Grafschaft Tripolis einsperrten, wo er 1194 oder 1195 starb.
Die Unabhängigkeit, die Isaak Komnenos für die Insel Zypern für kurze Zeit erreicht hatte, basierte auf einem komplizierten Gleichgewicht der Kräfte zwischen Byzanz, den Reichen des Islam und dem Kaiser des Heiligen Römischen Reiches. Isaak scheint mit Wilhelm von Sizilien verbündet gewesen zu sein, der als „mächtiger Dorn im Fleisch“ des Heiligen Römischen Reichs galt und der ihm ausdauernd half, die Insel zu halten. Isaak dürfte auch enge Beziehungen zu Sultan Saladin gepflegt haben.
Richard machte sich nach der Gefangennahme Isaaks zunächst selbst zum Herrscher von Zypern, da er die Insel als strategisch wichtige Ausgangsbasis für weitere Kreuzzüge ansah. Im Juni 1191 setzte er mit dem Großteil seiner Truppen den Kreuzzug fort. Auf Zypern ließ er Richard de Camville und Robert of Thornham als seine Statthalter zurück.
Isaaks Tochter, deren Name unbekannt ist (die Quellen nennen sie „Die Maid von Zypern“), heiratete 1202 Thierry (Dietrich), einen unehelichen Sohn Balduins von Flandern. Im Rahmen des Vierten Kreuzzuges versuchten sie erfolglos, ihren Anspruch auf Zypern durchzusetzen.

## Nachwirken
Die Eroberung Zyperns und die Gefangennahme Isaaks durch Richard von England ist Thema folgender Opern:
- Antonio Lotti: Isacio Tiranno (Venedig 1710)
- Georg Friedrich Händel: Riccardo Primo, Re d'Inghilterra (London 1727)
- André-Ernest-Modeste Grétry: Richard Cœur de Lion (Paris 1784)